# Las muertas
Las muertas es una novela del escritor mexicano Jorge Ibargüengoitia, publicada en 1977 por la editorial Joaquín Mortiz.

## Historia
Las muertas es una novela a modo de reportaje novelado, cuenta la historia de las hermanas proxenetas María del Jesús y Delfina González Valenzuela, alias Las Poquianchis que en esta obra son llamadas hermanas Baladro. Al comenzar la novela, el autor nos avisa que “algunos de los acontecimientos que aquí se narran son reales. Todos los personajes son imaginarios”, con lo que advierte que no se seguirá la objetividad periodística. 
La historia empieza con la anécdota del atentado contra Simón por parte de Serafina. No se aborda el tema principal de la prostitución ni de las muertas pero a medida que avanza el relato se plantea un ambiente más o menos continuo y se conoce a varios de los personajes principales. Es hasta las declaraciones de Simón Corona que se empieza a hablar del tema de las muertas.
En los siguientes capítulos se vuelven a evadir los temas principales, aunque se profundiza más en la relación de Serafina con Simón hasta que poco a poco la narración se torna más oscura.
Por fin, tras hablar de los amoríos de Serafina, se habla del negocio familiar de las hermanas Baladro. Entra en escena Arcángela, la líder de la red de prostitución, y el Capitán Bedoya. Aquí prácticamente se habla de la creación del negocio, desde el pequeño inicio en una cantina hasta la adquisición del Casino del Danzón, el tercer prostíbulo. Durante esta parte se hace una denuncia a la corrupción de la que se ayudó Arcángela para poder explotar a las prostitutas. Se explica la red de sobornos y cómo las mujeres eran reclutadas con engaños tras haber engañado a sus padres con la mentira de que las llevarían a trabajar en alguna de las haciendas de la región.
Sin embargo también aquí se hace notar uno de los factores imperantes en la novela: la desgracia. Tras haber sido perseguidas por un político que decidió combatir la prostitución para ganarse votos, se clausura el primer prostíbulo. Tiempo después el segundo local sufre la misma suerte a causa de la muerte del hijo de Arcángela en el vestíbulo. Pasa poco tiempo cuando también clausuran el tercer prostíbulo, el del Casino del Danzón.
En los siguientes capítulos se explica cómo las dos madrotas y sus prostitutas se ocultan en el casino. Las madrotas convencen a la población vecina de que han abandonado el negocio. También se explica la relación con la vecina y otras personas que las ayudan.
En medio de esta situación de persecución se explica el modus operandi central con relación al título. Durante la estadía de las mujeres en el último prostíbulo, las condiciones precarias obligan a todas a mantenerse fieles bajo un régimen cada vez más estricto y autoritario, debido a esto algunas prostitutas mueren por diversas causas y otras planean escaparse. Durante un intento de fuga casi matan de una golpiza a “La Calavera”, una prostituta de alto rango y cercana a Arcangela.
La tensión por parte de las madrotas y de las insubordinadas provoca que a estas últimas se las recluya y se las castigue involucrando a Eulalia y Teófilo quienes al principio no querían participar en el negocio. Algunas prostitutas intentan huir de la reclusión en el rancho de Eulalia y Teófilo donde las habían mandado pero en el intento el hombre termina matando a algunas prostitutas. La muerte de las mujeres hace que Arcángela decida llevarse a las sobrevivientes al casino y encerrarlas hasta que fueran obedientes de nuevo.
Con cada muerte se deshacían del cadáver enterrándolo en el mismo terreno del casino o bien abandonándolo en otro lado.
Por último se enlaza la situación con la venganza de Serafina, último crimen que termina por hacer que la red de prostitución caiga. Al final se revela cómo la confesión sobre la colaboración de Simón, al admitir ser cómplice de una exhumación ilegal, funcionó para atar todos los cabos sueltos en la investigación contra las hermanas Baladro, llevando a la captura y aprehensión de estas.